# 多米尼克·温迪施
多米尼克·温迪施（德語：Dominik Windisch，1989年11月6日—），意大利男子冬季两项运动员。他曾代表意大利参加2014年、2018年和2022年冬季奥林匹克运动会冬季两项比赛，共获得三枚铜牌。